# Metro Belgrad

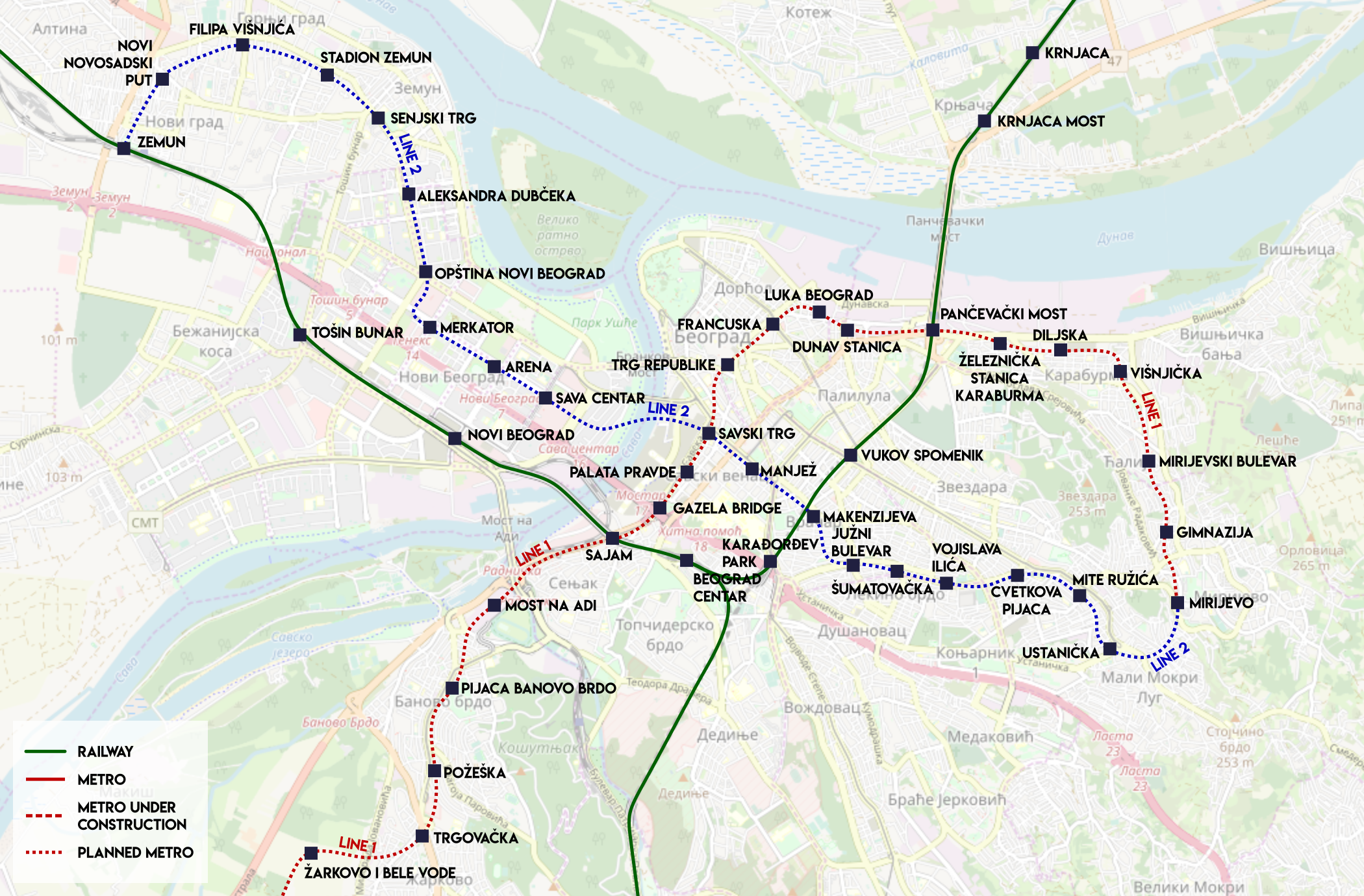
Liniennetz der Metro Belgrad

Die Metro Belgrad (serbisch: Београдски метро, Beogradski metro; deutsch: Belgrader U-Bahn) ist ein in Planung befindliches öffentliches Verkehrssystem in Belgrad. Die Arbeiten an der Planung für ein U-Bahnsystem im ÖPNV Belgrads sind mittlerweile schon vier Jahrzehnte alt und wurden in dieser Zeit mehrfach verworfen und neu aufgenommen. Stand Juni 2019 sind zwei sich am Savski Trg kreuzende Linien geplant. Das Eröffnungsdatum wurde mehrfach verschoben – Ende 2024 wurde 2030 als Datum der Eröffnung der ersten Linie benannt.

## Geschichte

Kombinierter Liniennetzplan der Machbarkeitsstudie von 1976 im ÖPNV von Belgrad mit U-Bahn-, S-Bahn- und Straßenbahnlinien. Die U-Bahn-Linien 1 Stari Merkator–Vukov Spomenik und Linie 2 Dorcol–Autokomanda sind in Planung.

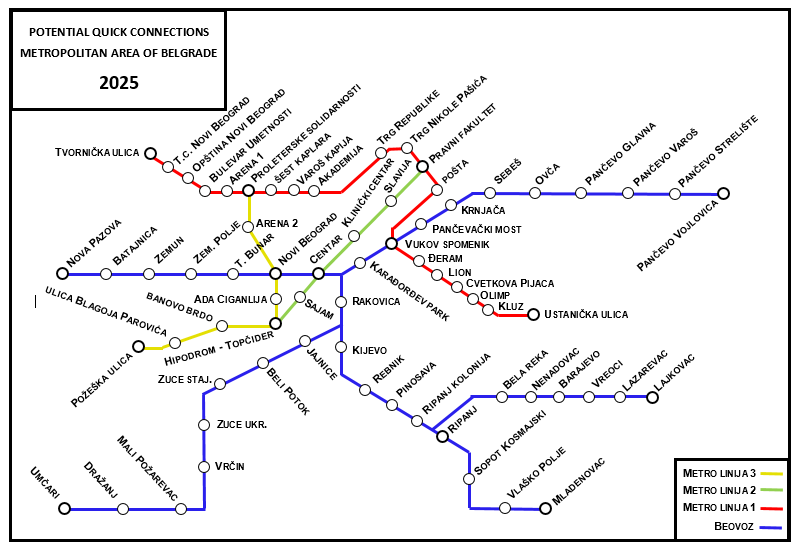
Mögliche Schnellverbindungen im Großraum Belgrad ab 2025

Die Planung einer U-Bahn in Belgrad gehen auf die Überarbeitung des ersten Masterplanes der Stadtentwicklung von Belgrad von 1950 zurück. In der Überarbeitung des Generalni Urbanistički Plan in den Fünfjahresplänen 1967–1972 und 1972–1977 wurde statt wie 1950 auf den Individualverkehr auf ein unabhängiges Massenverkehrsmittel, die Metro, gesetzt. 1972 wurde vom damaligen Bürgermeister Belgrads Branko Pešić eine detaillierte Studie für die erste Metrolinie vorgegeben, 1976 eine technisch-ökonomische Machbarkeitsstudie vorgelegt, die im Masterplan der Stadtentwicklung von 1977 verbindlich gemacht wurde. Weitere Vorarbeiten folgten im Zeitraum 1977–1982 mit der Ausarbeitung eines Ingenieurs- und Architekturplanes für 18 Metrostationen für den Ausbau der ersten Etappe.
Für das Metro-Projekt wurde 1972 ein eigener Sektor im Bauamt von Belgrad unter Leitung von Borislav Jovin eingerichtet. Die ersten fertigen Pläne der Arbeitsgruppe Metro sahen 1976 den Bau von fünf Linien einer klassischen U-Bahn vor. Das Projekt wurde, da zwischen den jugoslawischen Republiken kein allgemeiner Konsens für die Notwendigkeit einer Belgrader U-Bahn bestand, 1982 förmlich als politisch nicht durchführbar vorerst zu den Akten gelegt. Damit wurde die folgenschwere Phase der Dominanz der Befürworter eines stärkeren Ausbaus des individuellen Straßenverkehrs zugunsten eines kapazitätsstarken ÖPNV-Systems eingeleitet.
1982 wurde das Projekt erstmals offiziell aufgegeben. Der Sektor im Bauamt wurde aufgelöst; die neue Stadtregierung nahm vom Plan des Metrobaus aus finanziellen Gründen zugunsten eines Ausbaus des Straßen- und Straßenbahnverkehrs Abstand und gab mit der Agenda Mit der Straßenbahn ins 21. Jahrhundert ein neues Ziel vor.
Mitte der 1990er wurde das Projekt nach der Fertigstellung des Belgrader Eisenbahnknotens und der Eröffnung der unterirdischen Station Vukov spomenik der Belgrader S-Bahn Beovoz wiederaufgegriffen. So beschloss der Stadtrat 1998, eine Brücke über die Save für die U-Bahn zu bauen. Das Projekt stockte aber abermals durch die Kriegsfolgen 1999. Ab 2002 wurde der ursprüngliche Bau einer vollwertigen U-Bahn durch das Projekt, ein günstigeres Stadtbahnsystem zu verwirklichen (Београдски лаки метро, Beogradski laki metro; deutsch: Belgrader Stadtbahn), ersetzt, konnte sich aber insbesondere durch die starke Kritik der Metro-Lobbyisten nicht durchsetzen.
Erst in der Amtszeit des damaligen Bürgermeisters Zoran Đinđić lebte die Idee 1997 wieder auf. Ab 2002 wurde ein neuer Masterplan vom Urbanistički Zavod Beograda für die Stadtentwicklung bis 2021 vorgelegt, der 2007–2008 finalisiert und vom Stadtrat abgenommen wurde. Der Plan empfiehlt den Bau eines Massenverkehrssystems in Form einer Stadtbahn BELAM die ab 2008 mit dem Baubeginn der Linie M1 beginnen soll. Eine Durchführbarkeitsstudie der Firmen Ineco und JUGINUS für die Linie 1 ist 2006 ausgearbeitet worden. 2006 wurde eine Durchführbarkeitsstudie für ein damals mittlerweile favorisiertes günstigeres und verkleinertes Stadtbahn-System unter Bezeichnung BELAM oder Laki Metro (LRT Light Railway Train, deutsch: Stadtbahn) mit drei Linien aufgestellt. Dabei folgten die Linien aber gänzlich der 1976 unter Federführung von Branislav Jovin erarbeiteten Streckenführung zwischen Vukov Spomenik–Terazije–Novi Beograd sowie zwischen Autokomanda–Prokop–Skupština und Kalemegdan. Heute ist eine weitere Linie über die seit Anfang Dezember 2008 in Bau befindliche Brücke Novi Savski Most oder auch Most na Adi vorgesehen.
Dass ein LRT-System nur noch eine Variante für die zu bestimmende endgültige Ausführung der U-Bahn in Belgrad ist, hat der Oberbürgermeister Dragan Đilas im Oktober 2008 bekräftigt. Er sprach sich dabei erstmals deutlich für den Ausbau eines unabhängigen Schienensystems aus und stellte den Planungsabschluss nach einer zweimonatigen Beratungs- und Entscheidungsphase und den Startschuss des Baus der Belgrader U-Bahn für 2009 in Aussicht. Die zügige Fertigstellung versprach er nach einer ca. achtjährigen Bauphase und Kosten von ca. einer Milliarde Euro (Eröffnung frühestens für 2016 vorgesehen).
Die Pläne für den Bau einer U-Bahn für Belgrad sind nach zwei Jahrzehnten Ende 2008 aus den Archiven geholt worden und bestimmen die öffentliche Diskussion und politische Agende der zukünftige Verkehrsplanung. Mittlerweile wird auf höchster politischer Ebene über die Priorität des U-Bahnbaus auch international verhandelt und mehrere Länder haben ihre Expertisen angeboten sowie finanzielles Interesse bekundet.
Dass das Pendel in Richtung der Planung zugunsten einer klassischen U-Bahn ausschlägt, zeigt sich auch darin, dass die Stadt eine Expertenkommission einberufen wird, die, von Fachleuten großer U-Bahnsysteme in Europa (München und Wien) geleitet, als Beratungsgremium der Stadtverwaltung fungieren wird. Damit soll die politisierte Debatte zwischen den zwei Lagern der Befürworter einer Stadtbahn und einer U-Bahn entschärft werden (Schlagzeilen der Presse verspotteten die politische Parole Mit der Straßenbahn ins 21. Jahrhundert) und mehr ökonomischen Kriterien folgen.
Sowohl von chinesischer wie auch russischer Seite gibt es mittlerweile Interesse an dem Projekt. Eine russische Beteiligung am Bau der U-Bahn wurde auch auf höchster politischer Ebene diskutiert. Erste Kontakte erfolgten durch die russische Wirtschaftskommission, die unter Leitung des russischen Präsidenten-Abgesandten Georgij Sergejevič Poltavčenko und des Gasprom-Direktors Alexej Miller, Anfang Dezember 2008 in Belgrad weilte. Nach Angaben von Poltavčenko zeigen die Vertreter der neugebildeten russisch-serbischen Wirtschaftsgruppe Interesse an der Finanzierung der zukünftigen Metro. Für die weiteren Beratungen wurde der Belgrader Bürgermeister Dragan Đilas daher für Mitte Dezember 2008 nach Moskau eingeladen.
Die Praxis, die bisher erfolglose Ausführung der U-Bahn alleine der Stadt zu überlassen, ist durch die Initiative, das Metroprojekt zu den drei wichtigsten Zielen der Infrastrukturverbesserung in Serbien (Straße, Schiene und U-Bahn) zu erklären und als Projekt von nationalem Interesse auszuschreiben, mittlerweile durch die mit Beteiligung von Bürgermeister Dragan Đilas und den Ministern Milutin Mrkonjć (Infrastruktur), Verica Kalinović (Investitionen) und Oliver Dulić (Finanzen) neuformierten Arbeitsgruppe auch auf eine höhere politische Ebene gestellt worden.
Nach Aussagen des Ministers für Infrastruktur Milutin Mrkonjić, wird sich die Streckenführung ganz den Vorgaben aus den Plänen der siebziger Jahre annähern. Für die Linie 1 vom Vukov Spomenik über Tašmajdan, Skupština bis zur Fontana in Novi Beograd, wäre eine kombinierte Straßen-U-Bahnbrücke über die Save notwendig. Die zweite Linie würde über den Kalemegdan, Skupština, Prokop zur Autokomanda führen. Wie Milutin Mrkonjić, nach der Unterzeichnung des Protokolls zur Fortsetzung des Baus des Belgrader Hauptbahnhofes und Belgrader Eisenbahnknotens, schon am 17. Oktober 2008 bei der Besichtigung der Eisenbahnstation Vukov Spomenik aufmerksam gemacht hat, besteht anscheinend seit der Fertigstellung der Station Vukov Spomenik schon ein Teilstück des Tunnels der Linie 1.
Am 18. November 2011 unterzeichneten die Regierungen aus Frankreich und Serbien eine Absichtserklärung für den Bau einer Belgrader Metro, welche vom französischen Unternehmen Alstom transport gebaut werden sollte. Beide Regierungen befürworteten dies, da zwischen Serbien und Frankreich hundert Jahre alte Beziehungen vorherrschen. Die Linie M1 wird bei der Tvornička ulica (deutsch: Tvornička Straße) in Zemun starten und bei Ustanička ulica (deutsch: Ustanička Straße) enden. Die Eröffnung der Linie war zuletzt für 2017 geplant.
Es besteht noch kein Termin für die Endfertigung der Linien 2 und 3. Laut Plan der zukünftigen Linie 2 startet die Metro bei Pravni fakultet (deutsch: Rechtswissenschaftliche Fakultät) und endet bei der Station Hipodrom (Pferderennbahn). Die zukünftige Linie Metro 3 verläuft von der Station Proleterske solidarnosti und endet bei der Station Požeška ulica (deutsch: Požeška Straße). Umstiegskreuze sind bei den Stationen Proleterske solidarnosti im Stadtteil Novi Beograd (deutsch: Neu Belgrad), Pravni fakultet (deutsch: Rechtswissenschaftliche Fakultät) und dem Bahnhof Vukov spomenik geplant. Bei der Station Pravni Fakultet würde man demnach zur zukünftigen M2 umsteigen können. Bei der Station Proleterske solidarnosti bestünde die Möglichkeit zur zukünftigen Linie M3 umzusteigen. Der Bahnhof Vukov Spomenik diene außerdem als Umstiegskreuz des Beovoz (Belgrader S-Bahn).
Am 29. März 2021 wurde auf der Strecke der Linie M1 damit begonnen, geologische Probebohrungen durchzuführen, um die Zusammensetzung bzw. die Eignung des Bodens für den Bau von Tunneln unter der Stadt zu sondieren.
Im Januar 2023 wurde mit der RATP ein Vertrag vereinbart, welcher eine Unterstützung bei der Festlegung der Parameter und der Gestaltung der U-Bahn vorsieht. Während das chinesische Unternehmen Powerchina für den Bau der Infrastruktur zuständig ist, sind Alstom und das Beratungsunternehmen Egis für die technischen Einrichtungen und das Rollmaterial, welches fahrerlos sein wird, zuständig.
Am 8. Mai 2023 wurde der Auftrag zur Bauüberwachung der ersten Linie an ein Konsortium, welches aus den Unternehmen Powerchina, Alstom Aegis, Systra und DB Engineering & Consulting besteht, erteilt, wobei der Vertrag eine Höhe von 32 Mio. € umfasst.
Die Eröffnung der ersten Linie ist für 2030 vorgesehen.

## Liniennetz

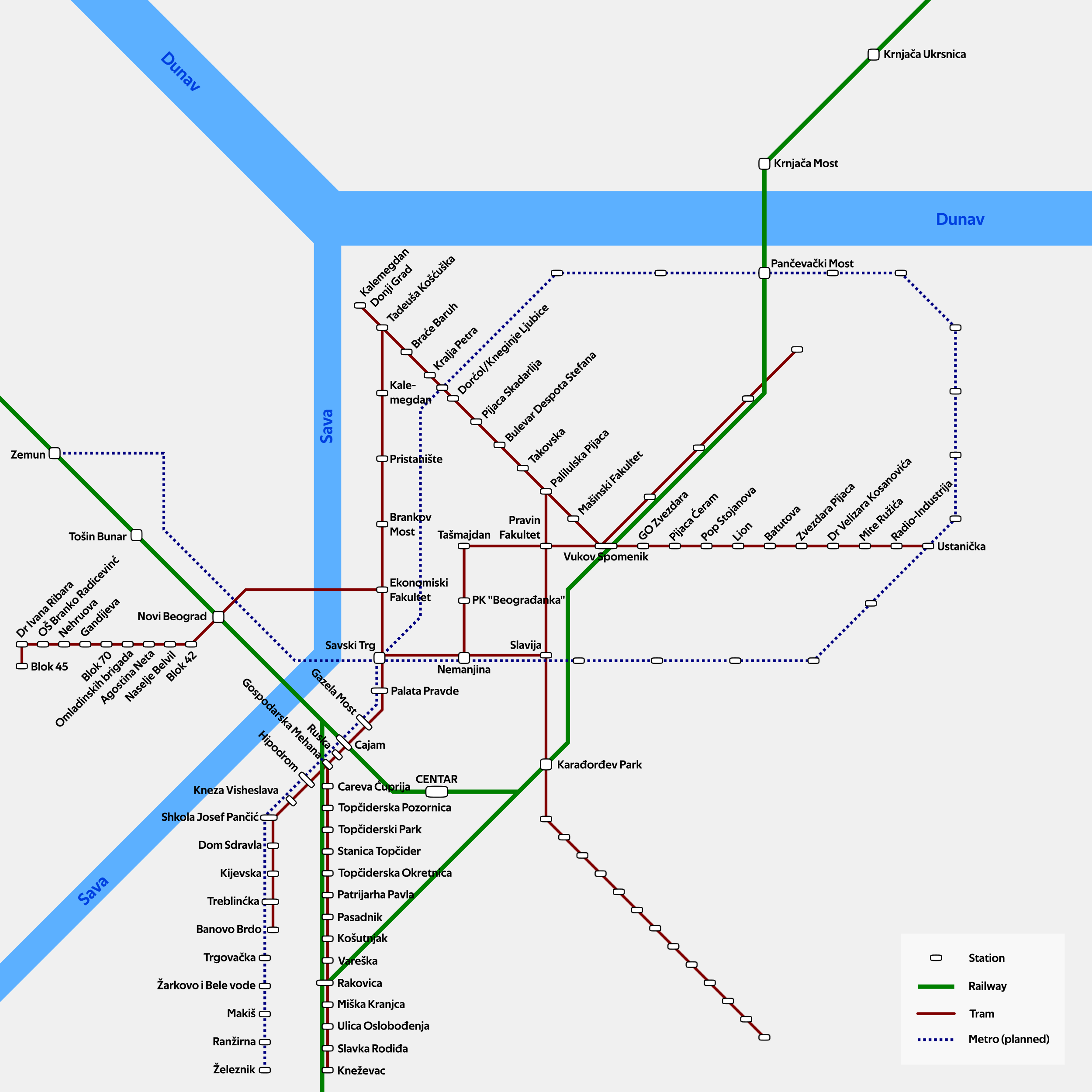
Liniennetzplan von Belgrad

### Linie 1
Linie 1 wird von Železnik über Savski Trg und Pančevački most nach Mirijevo führen. Geplant ist eine Länge von 21,3 Kilometern mit 23 Stationen.

### Linie 2
Linie 2 wird vom BG-Voz-Bahnhof Zemun über Savski Trg nach Mirijevo führen. Geplant ist eine Länge von 19,2 Kilometern mit 23 Stationen.